# Made in the A.M.
Made in the A.M. là album phòng thu thứ năm của ban nhạc nam người Anh-Ireland One Direction. Album phát hành vào ngày 13 tháng 11 năm 2015, bởi Columbia Records và Syco Music. Đây là album phòng thu đầu tiên của nhóm sau sự rời đi của Zayn Malik vào tháng 3 năm 2015, và cũng là album cuối cùng trước khi nhóm nhạc tạm nghỉ vào năm 2016.

## Bối cảnh thực hiện
Việc phát hành album được thông báo vào ngày 22 tháng 9 năm 2015.

## Các đĩa đơn
Đĩa đơn mở đường "Drag Me Down" là một thành công thương mại, đạt đến ngôi vị quán quân UK Singles Chart vị trí thứ 3 trên bảng xếp hạng US Billboard Hot 100, trở thành đĩa đơn có vị trí xếp hạng cao nhất của nhóm tính đến thời điểm hiện tại. Ca khúc cũng tiến lên vị trí quán quân trên một số thị trường khác như Úc, Ireland, New Zealand, Pháp và Scotland. "Perfect" là đĩa đơn chính thức thứ hai từ album, phát hành vào ngày 16 tháng 10 năm 2015. Bài hát được đánh giá là một "bản tình ca giàu cảm xúc và mang tính mỉa mai, với tiếng trống dồn dập, tiếng ghi-ta sôi nổi, những tiếng synth lung linh và một đoạn điệp khúc mênh mông."

### Đĩa đơn quảng bá
"Infinity" được thông báo là sẽ phát hành thành đĩa đơn quảng bá trên iTunes Store và Apple Music vào ngày 22 tháng 9 năm 2015.

## Danh sách và thứ tự các bài hát
| Made in the A.M. – Phiên bản chuẩn | Made in the A.M. – Phiên bản chuẩn    | Made in the A.M. – Phiên bản chuẩn                                                              | Made in the A.M. – Phiên bản chuẩn | Made in the A.M. – Phiên bản chuẩn |
| STT                                | Nhan đề                               | Sáng tác                                                                                        | Sản xuất                           | Thời lượng                         |
| ---------------------------------- | ------------------------------------- | ----------------------------------------------------------------------------------------------- | ---------------------------------- | ---------------------------------- |
| 1.                                 | "Hey Angel"                           |                                                                                                 |                                    |                                    |
| 2.                                 | "Drag Me Down"                        | Julian Bunetta Jamie Scott John Ryan                                                            | Bunetta Ryan                       | 3:12                               |
| 3.                                 | "Perfect"                             | Harry Styles Louis Tomlinson Jesse Shatkin Jacob Kasher John Ryan Maureen Anne McDonald Bunetta | Bunetta Shatkin                    | 3:50                               |
| 4.                                 | "Infinity"                            | Scott Ryan Bunetta                                                                              | Bunetta Ryan                       | 4:09                               |
| 5.                                 | "End of the Day"                      | Lewis Hindlin Hector Bunetta Ryan Drewett                                                       |                                    |                                    |
| 6.                                 | "If I Could Fly"                      |                                                                                                 |                                    |                                    |
| 7.                                 | "Long Way Down"                       |                                                                                                 |                                    |                                    |
| 8.                                 | "Never Enough"                        |                                                                                                 |                                    |                                    |
| 9.                                 | "Olivia"                              |                                                                                                 |                                    |                                    |
| 10.                                | "What a Feeling"                      |                                                                                                 |                                    |                                    |
| 11.                                | "Love You, Goodbye"                   | Hindlin Bunetta Tomlinson                                                                       |                                    |                                    |
| 12.                                | "I Want to Write You a Song"          | Malik Ryan Bunetta                                                                              |                                    |                                    |
| 13.                                | "History (bài hát của One Direction)" |                                                                                                 |                                    |                                    |

| Made in the A.M. – Bài hát thêm cho phiên bản cao cấp | Made in the A.M. – Bài hát thêm cho phiên bản cao cấp | Made in the A.M. – Bài hát thêm cho phiên bản cao cấp |
| STT                                                   | Nhan đề                                               | Thời lượng                                            |
| ----------------------------------------------------- | ----------------------------------------------------- | ----------------------------------------------------- |
| 14.                                                   | "Temporary Fix"                                       |                                                       |
| 15.                                                   | "Walking in the Wind"                                 |                                                       |
| 16.                                                   | "Wolves"                                              |                                                       |
| 17.                                                   | "A.M."                                                |                                                       |

## Lịch sử phát hành
| Quốc gia | Ngày phát hành       | Định dạng          | Nhãn hiệu           | Phiên bản     | Ng.   |
| -------- | -------------------- | ------------------ | ------------------- | ------------- | ----- |
| Toàn cầu | 13 tháng 11 năm 2015 | CD Tải kĩ thuật số | Columbia Syco Music | Chuẩn Cao cấp | [ 8 ] |